# Jak hartowała się stal (powieść)
Jak hartowała się stal (ros. Как закалялась сталь) – jedna z najbardziej znanych powieści realizmu socjalistycznego autorstwa radzieckiego pisarza Nikołaja Ostrowskiego, w dużym stopniu autobiograficzna. Pierwsza wersja ukazała się w gazecie Młoda Gwardia, później jako książka, z której usunięto fragmenty dotyczące osobistych problemów bohatera (autora). Tomy 1–2 wydano w latach 1932–34, natomiast pełne wydanie ukazało się w 1936; wydanie polskie w 1941 (Kijów). W krajach socjalistycznych była to lektura szkolna, a główny bohater, Paweł (Pawka) Korczagin, stawiany był za wzór dla młodzieży.

## Ekranizacje filmowe
Powieść trzykrotnie sfilmowano w ZSRR, w 1942 roku (reż. Mark Donskoj), w 1956 roku (Paweł Korczagin, reż. Aleksander Alow, Włodzimierz Naumow) i w roku 1975 (Nikołaj Maszczenko).